# Llista de topònims de Cànoes
Llista de topònims (noms propis de lloc) de Cànoes (Rosselló).
Informació actualitzada per un bot. Els canvis manuals es perdran quan s'actualitzi!

## Misc
| imatge | Nom                                 | Ubicat a | instància de                          | Detalls                                                                           | coordenades                                                                                         | Protecció                     | Commons (més fotos)                           | Dades a WD                    |
| ------ | ----------------------------------- | -------- | ------------------------------------- | --------------------------------------------------------------------------------- | --------------------------------------------------------------------------------------------------- | ----------------------------- | --------------------------------------------- | ----------------------------- |
|        | Canohès                             | Cànoes   | estació de ferrocarril                |                                                                                   | 42° 39′ 10″ N, 2° 49′ 53″ E / 42.652678°N,2.831347°E                                                |                               |                                               | Modifica les dades a Wikidata |
|        | Sant Quirc i Santa Julita de Cànoes | Cànoes   | església Ús: església                 | Estil: arquitectura romànica Dedicat a: Quirze i Julita de Tars                   | 42° 39′ 07″ N, 2° 50′ 09″ E / 42.6519°N,2.8358°E 69.9 msnm                                          | monument històric inventariat | Église Saint-Cyr-et-Sainte-Julitte de Canohès | Modifica les dades a Wikidata |
|        | casa de la vila de Cànoes           | Cànoes   | instal·lació Ús: seu del govern local |                                                                                   | 42° 39′ 18″ N, 2° 49′ 56″ E / 42.6549030506108°N,2.8322309807228°E fr:1 AV EL CRUSAT, 66680 CANOHES |                               | Town hall of Canohès (Pyrénées-Orientales)    | Modifica les dades a Wikidata |
|        | cementiri de Cànoes                 | Cànoes   | cementiri                             |                                                                                   | 42° 38′ 54″ N, 2° 50′ 12″ E / 42.6484°N,2.8368°E                                                    |                               |                                               | Modifica les dades a Wikidata |
|        | tomba d'Auguste Estrade             | Cànoes   | tomba                                 | Arquitecte: Viggo Dorph-Petersen 1896 Alt: 11m Dedicat a: Auguste Estrade Delcros | |                               |                                               | Modifica les dades a Wikidata |